# 리보뉴클레오사이드
리보뉴클레오사이드(영어: ribonucleoside)는 구성 성분으로 리보스를 포함하고 있는 뉴클레오사이드의 한 종류이다.
예로는 아데노신, 구아노신, 사이티딘, 유리딘 등이 있다.